# Petró Doroshenko
Petró Doroféievich Doroshenko (en ucraniano: Петро́ Дороше́нко) (1627–1698) - Entre 1665 y 1676, fue Hetman de los cosacos de orilla derecha de Ucrania con derecho de transferencia hereditaria del poder bajo el patrocinio de Mehmed IV, entonces el sultán de Imperio Otomano. Fue un oponente de Iván Sirkó, que fue atamán del Sich de Zaporiyia. Entre 1679 y 1682, fue Voivoda del Óblast de Kírov. Era hijo de Doroféi Mijáilovich Doroshenko y nieto de Myjailo Doroshenko (en).

## Primeros años
Petró Doroshenko nació en Chiguirín en una noble familia cosaca con una sólida formación de liderazgo. Su padre, Doroféi Mjáilovich Doroshenko, tenía rango de coronel, y su abuelo, Myjailo Doroshenko, ostentaba el Buława en los años 1620 como hetman del ejército cosaco.
Aunque no se sabe dónde estudió, no hay duda de que recibió una educación excelente, ya que hablaba fluidamente latín y polaco, y tenía un amplio conocimiento de la historia.
En 1648, se unió a las fuerzas de Bogdán Jmelnitski en el levantamiento contra la dominación polaca de Ucrania. En las primeras fases del levantamiento, Doroshenko sirvió como militar y como diplomático, principalmente en el Regimiento de Chiguirín, donde ocupó el cargo de secretario de artillería, siendo, en 1657, nombrado coronel del Regimiento de Pryluky. Cuando se produjo la muerte de Jmelnitski en 1657, apoyó la elección del canciller general Iván Vigovski como su sucesor.
Entre 1657 y 1658, ayudó al hetman Vigovski a reprimir el Levantamiento de Barabash y Pushkar, un sangriento conflicto fratricida que resultó en unos 50.000 muertos.
En 1663, el Hetman Pavlo Teteria promovió a Doroshenko al cargo de jefe (general) yesaúl. Así, Doroshenko se convirtió en líder de los cosacos starshiná (oficiales superiores) de la Ribera Derecha y de los elementos dentro de las autoridades eclesiásticas que se opusieron en 1654 al tratado de Pereyáslav.
En 1665, después de la huida de Teteria, recibió el apoyo del Kanato de Crimea para derrotar Vasily Drozdenko, que era un enemigo de los polacos y partidario de la unificación de la Rusia Menor bajo el gobierno del Zar de Moscú y el hetman de la margen izquierda Ivan Bryukhovetsky.
Después de vencer a los rivales: Vasily Drozdenko y Stepan Opara, fue elegido hetman de la orilla derecha de Ucrania y comenzó a luchar por la unidad de Ucrania y la independencia del ejército de Zaporiyia. Apoyándose en parte de los ancianos y el clero cosacos, que estaban alineados con el Imperio Otomano y con el Kanato de Crimea, intentó extender su poder a la orilla izquierda de Ucrania.

## Hetmanato
Polonia se retiró del Margen Derecho de Ucrania debido a las numerosas revueltas de campesinos y cosacos, que querían asegurar sus libertades con el apoyo de otros países. Lo encontraron en el Kanato de Crimea del Imperio Otomano. El primer hetman reconocido por Crimea fue el sotnyk (capitán) Stepan Opara de la compañía Medvedesky. Sin embargo, en el verano de 1665 fue reemplazado por Doroshenko. Este introdujo reformas para fortalecer su posición, con la esperanza de ganarse el respeto de los cosacos de base. Él organizó a menudo consejos generales, donde escuchaba a las clases bajas. Además, para librarse de la dependencia de los starshyna (oficiales superiores), el hetman creó los regimientos Serdiuk, 20.000 mercenarios de infantería que sólo obedecían sus órdenes.
Cuando comenzó su hetmancia, Doroshenko siguió una línea pro-polaca, pero cambió su política cuando se enteró del Tratado de Andrusovo, firmado el 30 de enero de 1667, que dividía oficialmente el Hetmanato Cosaco entre Rusia y Polonia, con Rusia teniendo soberanía sobre la orilla izquierda y Polonia con soberanía sobre la orilla derecha. Según informes, cuando las noticias sobre el Tratado llegaron a Doroshenko, entonces él sufrió una convulsión y rápidamente abandonó su posición pro-polaca y decidió buscar ayuda del Imperio Otomano.

### Intento de reunificación del Hetmanato Cosaco
Según Doroshenko, el Tratado de Andrúsovo, firmado el 30 de enero de 1667, tuvo que ser rechazado porque hacía imposible cualquier esperanza de reunificación del Hetmanato Cosaco.
Entonces, la Rada convocada por él decidió expulsar a los católicos de la margen derecha de Ucrania. Al mismo tiempo, emprendió una campaña contra la margen izquierda de Ucrania, intentando capturar a Kremenchuk. Este intento terminó en un fracaso, pero Doroshenko no abandonó sus planes y encontró un entusiasta apoyo para ellos en José, el Metropolitano de Kiev.
En el otoño de 1667, Doroshenko, con la ayuda de los Tártaros de Crimea, derrotó a las fuerzas polacas en la batalla de Brailiv en Podolia. Después de la batalla, la oposición de Doroshenko, liderada por el otomano Iván Sirkó y los tártaros detuvo su avance contra los polacos. Con el Margen Derecho aparentemente asegurado, Doroshenko y sus hombres cruzaron al Margen Izquierdo y apoyaron el levantamiento de Ivan Briukhovetsky contra Moscú.
Bryukhovetsky creyó en las promesas y provocó un levantamiento, pero los coroneles cosacos de la orilla izquierda prefirieron matarlo y elegir a Doroshenko como Hetman de ambas orillas de Ucrania.
Sin embargo, las tropas rusas lideradas por el Príncipe Grigory Grigoryevich Romodanovsky consiguieron importantes victorias contra los tártaros y Doshenko se retiró a la orilla derecha, dejando a Demyan Mnogohreshny como comandante de las tropas cosacas en la orilla izquierda.
Entonces, en el otoño de 1668, Demyan Mnogohreshny, al no ver la ayuda de Doroshenko en la lucha contra Moscú y bajo la presión de la parte de los ancianos y el clero pro-Moscú (especialmente: Lazar Baranovich, entonces el arzobispo de Chernígov), entabló negociaciones con los embajadores de Zar Aleijo I y, el 13 de mayo de 1669, fue elegido nuevo Hetman de la Margen Izquierda para actuar como vasallo de Moscú.
Por las mismas fechas, algunos cosacos de Zaporizhia que se opusieron a Doroshenko, eligieron Petro Sukhoviy como nuevo hetman, que también se aseguró el apoyo de los tártaros de Crimea. Sukhoviy desafió a Doroshenko, pero fue derrotado en la Batalla de Olkhivets por las tropas de Petro Doroshenko e Iván Sirkó.
En el verano de 1669 Sukhoviy, junto con los tártaros, atacaron a Doroshenko, pero los otomanos solicitaron que los tártaros de Crimea retiraran su apoyo a Sukhoviy. En junio de 1669 Sukhoviy fue depuesto, y apoyó la elección del coronel del regimiento Uman, Mykhailo Khanenko. Finalmente, Sukhoviy escapó a Crimea, después de que Khanenko fuera derrotado por Doroshenko, el 29 de octubre de 1669, en la Batalla de Stebliv.

### Sometimiento al Imperio Otomano
En enero de 1668, el Consejo de Oficiales de Chiguirín expresó su apoyo a las intenciones de Doroshenko de aliarse con el Imperio Otomano. Entonces, en el otoño de 1668, la delegación cosaca fue enviada a Constantinopla con la propuesta de una alianza militar entre el Hetmanato Cosaco en la Orilla Derecha y el Imperio Otomano. La alianza fue aprobada nuevamente por el Consejo Cosaco de Korsun el 10/12 de marzo de 1669. En mayo de 1669, la alianza fue proclamada finalmente por el Sultán Mehmed IV, recibiendo Doroshenko el título de Sanjak-bey.
Según el acuerdo, la orilla derecha quedó bajo el dominio del Imperio Otomano y Doroshenko se comprometió a brindarle asistencia militar. Se cree que a pesar de esta sujeción al Imperio Otomano, el Hetmanato Cosaco conservó no sólo autonomía completa, sino también libertad de todos los impuestos y contribuciones al tesoro del Sultán, comprometiéndose únicamente a abastecer al ejército otomano con cosacos a petición del Sultán y teniendo voz en la política exterior turca, especialmente en relación con la República de las Dos Naciones y el Zarato Ruso.
Personalmente, Doroshenko habló sobre la inamovilidad del rango de Hetman y del carácter hereditario del título. Sin embargo, este acuerdo con el Imperio Otomano arruinó el prestigio de Doroshenko ante los ojos del pueblo.
Por otra parte, en 1670, Doroshenko trató infructuosamente de resucitar los principios del Tratado de Hadiach de 1658, en negociaciones con Polonia, a través de la comisión local de Ostroh. Mientras tanto, el 2 de septiembre de 1670, los enviados de Mikhail Stepanovich Khanenko, entonces el coronel cosaco de Uman, lograron concluir un tratado con los polacos. Poco después que los polacos reconocieran Khanenko como Hetman, Juan III Sobieski lanzó una invasión masiva del Margen Derecho con su apoyo.
En diciembre de 1671, cuando el ejército de la República de las Dos Naciones comenzó a recuperar ciudades de Doroshenko, se envió una carta del Sultán a Varsovia, exigiendo que la República de las Dos Naciones renunciara a las tierras de Rusia Occidental.

### Guerra polaco-turca
- Ver: Guerra polaco-turca (1672-1676)

En la primavera de 1672, el Sultán Mehmed IV con un enorme ejército, reforzado por el Khan de Crimea y las tropas cosacas de Doroshenko, invadió las regiones de Podolia y Galitzia, forzó la rendición de Kamianets-Podilski, cuyos habitantes fueron en parte destruidos, en parte capturados como esclavos, y sitió Leópolis, entre 10 (20) de septiembre y 26 de septiembre (6 de octubre). En este contexto, el 18 de octubre de 1672, la República de las Dos Naciones firmó el Tratado de Buczacz, según el cual renunciaba a la Ucrania de la orilla derecha.  Según los términos del tratado, el Voivodato de Podolia se convirtió en una provincia otomana, mientras que el Voivodato de Brátslav y la parte sur del Voivodato de Kiev serían reconocidos como territorios cosacos administrados por Doroshenko, bajo protectorado otomano. Pero la guerra tuvo consecuencias para Doroshenko, devastando su país. El vasto territorio ucraniano fue arrasado, las ciudades, incendiadas, y cientos de personas fueron aprisionadas y esclavizadas por los tártaros de Crimea. Además, gran parte de la población de la margen derecha, devastada por los tártaros y turcos de Crimea, se trasladó en masa a la margen izquierda, y la región subordinada a Doroshenko quedó vacía día a día.
Mientras tanto, en el verano de 1672, Demian Mnohohrishny fue reemplazado por Ivan Samoilovich por la Rada de Konotop. Cuando el Margen Derecha se enfrentó a la devastación del poder turco, Doroshenko comenzó a perder el respeto de sus antiguos ciudadanos, a causa de su colaboración con los odiados infieles. Aunque la alianza desempeñó un papel importante en sus éxitos, el resto de la población sufrió a manos de los turcos. A medida que sus fuerzas se debilitaban a consecuencia de las guerras, Doroshenko se vio obligado a depender cada vez más de los otomanos. Esto fue muy impopular entre la mayoría de los profundamente cristianos ortodoxos cosacos.
En 1674, el consejo de oficiales de Pereyáslav proclamó a Ivan Samoilovich como el nuevo Hetman de toda Ucrania respaldado por los rusos,  en un contexto en el que los rusos entendían que el Tratado de Buczacz liberaba al gobierno ruso de las obligaciones que le imponía el Tratado de Andrúsovo.
Así, en el verano de 1674, lo cossacos dirigidos  por Ivan Samoilovich, junto con las tropas rusas comandadas por el Príncipe Grigory Romodanovsky, lanzó una expedición contra Doroshenko, y sitió Chiguirín. Al mismo tiempo, Mykhailo Khanenko entregó su título de hetman a Samoylovych, a cambio de algunas propiedades de tierra. Sin embargo, el Gran Visir Kara Mustafá logró levantar el asedio y mandó a las fuerzas moscovitas al otro lado del Dnieper.
Tras la invasión, casi todos los regimientos cosacos de la orilla derecha se alinearon con Samoilovich. A continuación, el 17 de marzo de 1674, se celebró la Rada de Pereyáslav, en la que Khanenko dimitió como hetman y Samoilovich fue proclamado hetman de ambos lados del Río Dnieper.
En el otoño de 1675, Doroshenko abdicó en el consejo cosaco de Chiguirín, y prometió su lealtad a Moscú, con Iván Sirkó como testigo. Sin embargo, el gobierno moscovita le exigió que abdicara de nuevo, en el territorio del Margen Izquierdo de Ucrania, en presencia de Samoylovych y Romodanovsky, pero Doroshenko rehusó.
A finales de 1676, Samoylovych cruzó el Dnieper con un ejército de 30.000 hombres, y sitió  Chiguirín una vez más. Después de varias horas de batalla, Doroshenko pidió a sus 2.000 guerreros que depusieran las armas, y decidió abdicar el 19 de septiembre. Doroshenko fue arrestado y llevado a Moscú, donde fue mantenido en exilio honorario, para no regresar nunca a Ucrania.

## Tras la rendición
En 1679, fue designado, por el Zar Teodoro III, Vaivoda en Kírov en Rusia central, permaneció en este cargo hasta 1682.
En 1684, recibió la aldea de Yaropolets cerca de Volokolamsk con asentamientos y aldeas por decreto de la Princesa regente Sofía Alekséyevna Románova en nombre del Zar Iván V y Pedro I de Rusia “en lugar de un salario en efectivo, que le dieron 1000 rublos cada uno”. Donde Doroshenko vivió retirado durante 13 años, hasta que murió el 19 de noviembre de 1698 y fue enterrado, como lo demuestra la inscripción en el monumento sobre la tumba en el centro del pueblo en el antiguo Cementerio.
La finca fue dividida en dos partes y heredada por sus hijos Alejandro y Pedro.
Hasta el día presente permanece como una figura controvertida en la Historia de Ucrania. Para algunos es un héroe nacional que quiso la independencia de Ucrania, mientras que para otros fue un hetman cosaco sediento de poder que ofreció Ucrania al sultán musulmán a cambio del señorío hereditario de su tierra natal.